# Miziara
Miziara ou Meziara é uma cidade localizada no norte do Líbano, região de Zgharta. Sua população é de 4250 habitantes. 
Os departamentos oficiais são: agência de polícia, correios, centro de comunicações telefônicas, fórum e centro de caridade para a saúde (com médicos próprios).  
As festas são a de Santa Rita (22 de maio) , St Charbel no 3º domingo de julho, São Elias em 20 de julho, Santa Maria de Miziara em 15 de agosto, Mãe Misericordiosa a 6 de setembro, St Moura  em 25 de setembro, St Sarkis e Bakhus no 3º domingo de setembro. As fonte de água vem de Ain El Moutran chegando direto de Bhairé, na proximidades da vila.  
Produção agrícola: maçãs, pêras, frutas secas e grãos para uso do povo. 

## História
Miziara não foi habitada antes do final do século XVII. Em seu lugar havia uma floresta densa, cheia de javalis selvagens. Parte da terra onde o hoje Miziara está localizado fazia parte do  baklik  de Shia Sheikhs Hamadeh, os governantes de Jebbet Bsharri de 1654 a 1761.